# Випсания Агрипина
Вижте пояснителната страница за други личности с името Випсания.
Вижте пояснителната страница за други личности с името Агрипина.
Випсания Агрипина (на латински: Vipsania Agrippina; * 36 пр.н.е.; † ок. 20) е най-възрастната дъщеря на Марк Випсаний Агрипа, първа съпруга на Тиберий.

## Произход
Випсания Агрипина се ражда през 36 пр.н.е. в семейството на приятеля на Октавиан, Марк Випсаний Агрипа и неговата първа жена Помпония Цецилия Атика, дъщеря на Тит Помпоний Атик и Цецилия Пилеа/Пилия (75 пр.н.е. – 46 пр.н.е.), дъщеря на Пилей/Пилий и по майчина линия внучка на Марк Лициний Крас. Марк Випсаний Агрипа е от плебейска фамилия с незнатен произход, но достатъчно богат, че да принадлежи към конническото съсловие.
Помпония Цецилия Атика произхожда от фамилията от конническото съсловие Помпонии. Нейният дядо по бащина линия е Тит Помпоний Атик, приятел и съратник на Цицерон. По майчина линия нейният род произлиза от Публий Лициний Крас.

## Брак с Тиберий
Октавиан и Агрипа се договорили да оженят Випсания и Тиберий още докато тя е на 1 година. През 20 пр.н.е. или 16 пр.н.е., вече порастанала Випсания се омъжва за Тиберий, доведения син на Октавиан, син на неговата жена Ливия Друзила от първия ѝ брак с Клавдий Тиберий Нерон Старши.
Бракът бил удачен. Младите се обичали, въпреки че дълго време нямали деца. Единственото им дете, Нерон Клавдий Друз се родило през 13 пр.н.е. Детето е осиновено от Октавиан под името Юлий Цезар Друз и се възпитавало в дома на Октавиан.
През 12 пр.н.е. умира бащата на Випсания – Агрипа. В този момент той е женен за единствената дъщеря на Октавиан Юлия Старша. Октавиан принуждава Тиберий да се разведе с Випсания и да вземе неговата дъщеря Юлия. Тиберий и Випсания много тежко преживяват развода, тъй като се обичали. Тиберий никога не простил на Юлия разтрогването на брака си, макар че и Юлия нямала много високо мнение за Тиберий.
Светоний пише, че когато веднъж видял Випсания в носилка, въпреки че е минало доста време от развода, Тиберий станал мрачен и много разстроил със своето поведение осиновителя си Октавиан Август. На Випсания е наредено да напусне Рим.

## Брак с Гай Азиний Гал
През 11 пр.н.е. Випсания се омъжва, по указание на Октавиан, за Гай Азиний Гал, консул през 8 пр.н.е. и проконсул на провинция Азия през 6 – 5 г. пр.н.е., син на знаменития оратор и историк Гай Азиний Полион. Известни са шест техни деца:
- Гай Азиний Полион II, консул през 23 г., обвинен от Месалина в заговор и убит през 45 г. Неговата внучка, Помпония Грецина, се омъжва за римския пълководец Авъл Плавций и е известна като една от първите представители на римския нобилитет, приела християнството.
- Марк Азиний Агрипа, консул през 25 г., умира през 27 г.
- Азиний Салонин, умира през 22 г.
- Сервий Азиний Целер, суфектконсул 38 г.,
- Азиний Гал, през 46 г. е въвлечен в заговор против Клавдий, изпратен в изгнание.
- Гней Азиний, се споменава като патрон на град Поцуоли.

Въпреки хладното отношение на Октавиан, Випсания е била достатъчно уважавама римска матрона. Умира през 20 г. След смъртта ѝ, нейният син Юлий Цезар Друз, увековечава паметта ѝ със статуи и монети.
Тиберий ненавиждал втория мъж на Випсания Гай Азиний Гал. Особено след като той заявил, че Юлий Цезар Друз е негово дете. Въпреки че дълго сдържал своята ненавист, през 30 г. сенатът, при подстрекателството на Тиберий, обявил Азиний за враг на народа и той бил заточен в затвор, където и починал след 3 години.